# Elkhart (Texas)
Pour les articles homonymes, voir Elkhart.
Elkhart est une ville américaine située dans le sud-est des États-Unis, dans l'État du Texas, dans le comté d'Anderson. En 2010, sa population est de 1 371 habitants.

## Géographie
Elkhart se situe à 16 km de Palestine, 40 km de Fairfield, 54 km de Rusk, 93 km de Nacogdoches, 222 km de Houston et 173 km de la frontière avec la Louisiane.

## Météorologie
Elkhart possède le climat du Texas de l'Est, c'est-à-dire un climat tropical avec des hivers doux et humides et des étés chauds et humides.

## Démographie
Elkhart compte 1 371 habitants avec une densité de 345 km2.
Composition de la population en % (2000)
| Groupes         | Elkhart | Texas | États-Unis |
| --------------- | ------- | ----- | ---------- |
| Blancs          | 86      | 32,8  | 55,7       |
| Hispaniques     | 3,05    | 37,6  | 16,7       |
| Autres          | 0,82    | 10,5  | 6,2        |
| Afro-Américains | 8,15    | 11,9  | 12,6       |
| Métis           | 1,56    | 2,7   | 2,9        |
| Asiatiques      | 0       | 3,8   | 4,8        |
| Amérindiens     | 0,41    | 0,7   | 0,9        |
| Océaniens       | 0       | 0,1   | 0,2        |
| Total           | 100     | 100   | 100        |

## Personnalités liées à la ville
- Tye Sheridan, acteur
- F.Tilman Durdin, journaliste